# الاتحاد المصري لكرة القدم الأمريكية
الاتحاد المصري لكرة القدم الأمريكية (EFAF) هو الهيئة الحاكمة لرياضة كرة القدم الأمريكية في مصر وهو مسؤول عن جميع الجوانب التنظيمية والتنافسية والأداء والتطوير للعبة. تأسست في ديسمبر 2014 من قبل 3 أشخاص: عبد الرحمن حافظ وعلي رفيق وعمرو حبو.
الاتحاد المصري لكرة القدم الأمريكية هو المنظمة المسؤولة اجتماعيا تسعى للتوسع، وتعميم وتطوير كرة القدم الأمريكية في مصر، بشقيها معالجة والعلم الأشكال. في مواجهة التحديات من خلال إدخال ثقافة وأخلاقيات وقيم الرياضة، كان النهج النظامي الكامل هو أساس الرؤية، حيث قدم برامج تدريبية بناءة ومسابقات للشباب وكذلك الرياضيين المتمرسين.
EFAF لديها حاليا ثمانية فرق منتسبة. مع أكثر من 800 فرد مسجل. الفرق هي: MSA Tigers، وCairo Bears، وGUC Eagles، وCairo Hellhounds، وThe AUC Titans، و The Cairo Wolves، وCairo Warriors، وThe Gezira Thunder.
تم إنشاء أكاديمية لكرة القدم لجميع الفئات العمرية كركيزة لتعلم أساسيات كرة القدم الأمريكية، وبالتالي تطوير معرفة هذه الرياضة. عيادات التدريب والحكام التي يستضيفها أفراد وخبراء كرة القدم من ذوي الخبرة لضمان التعليم المناسب على جميع المستويات واتساق الأداء في جميع أنشطتنا.

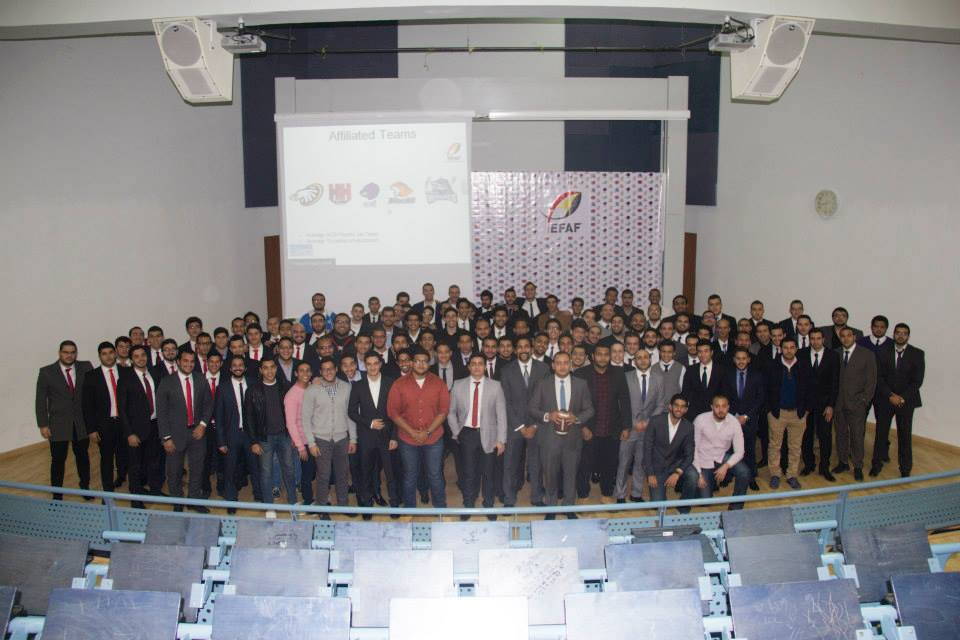
الاجتماع الأول لأعضاء EFAF

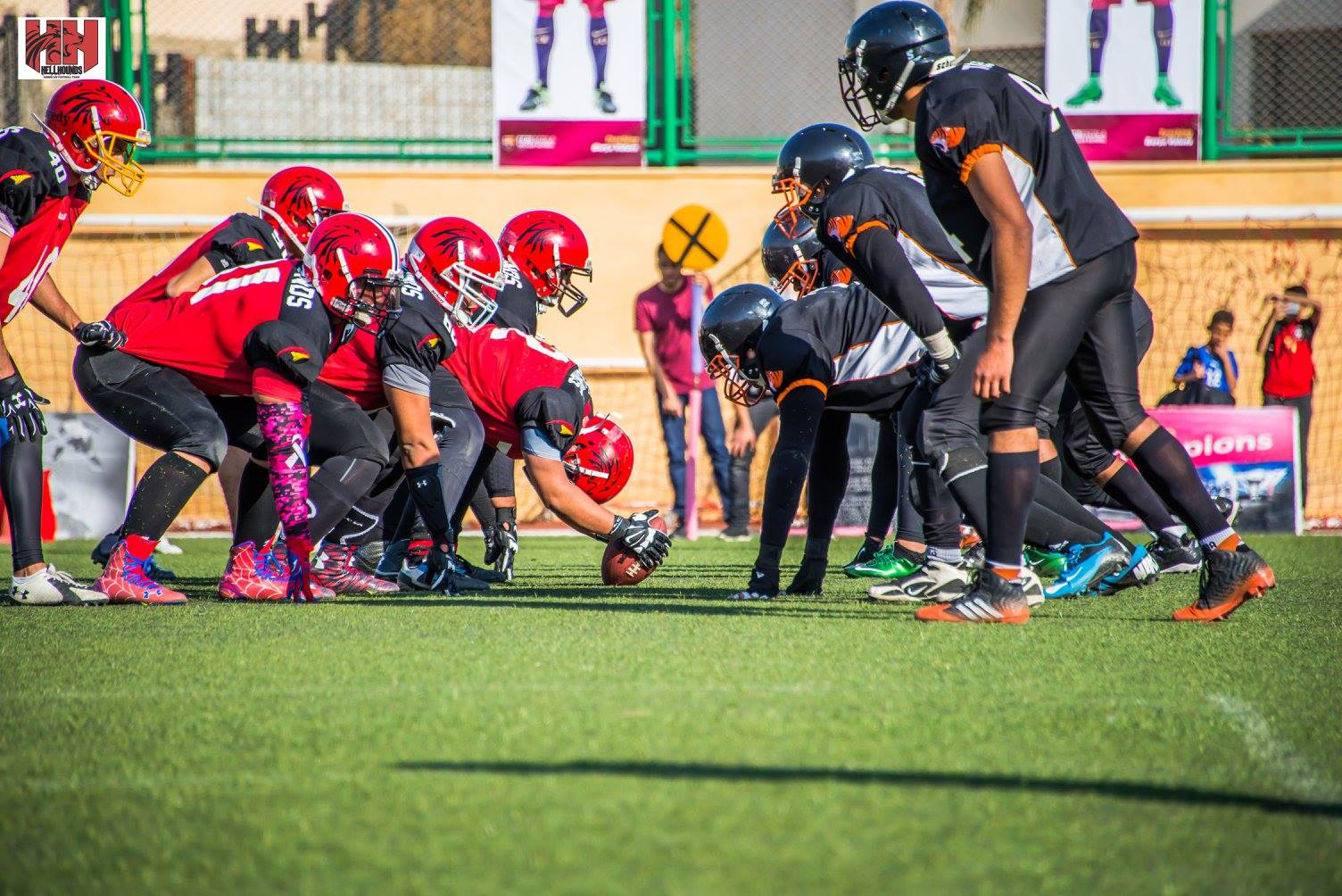
هيلهيلدس ضد تايجرز MSA

## المسابقات
- دوري العلم المصري لكرة القدم (EFFL)
- الرابطة الوطنية المصرية لكرة القدم (ENFL)
- السلطانية المصرية (EGBowl)[1]

## التاريخ
ما بدأ في نهاية عام 2006 بلقاء بين الأصدقاء، تقدم إلى أربعة فرق مختلفة برعاية أندية وادي دجلة الرياضية في عام 2010 وتطور الآن إلى EFAF (الاتحاد المصري لكرة القدم الأمريكية).
تم افتتاح EFAF في منتصف عام 2014 وتدعم الآن ثمانية فرق مختلفة في جميع أنحاء القاهرة والجيزة. كانت البداية الحقيقية لكرة القدم المصرية في 8 مايو 2014 عندما اعترف الاتحاد الدولي لكرة القدم الأمريكية (IFAF) بكرة القدم في مصر بحضور نائب رئيس الاتحاد الدولي لكرة القدم آسيا في أول مباراة مجهزة بالكامل في مصر بين GUC Eagles و Cairo Sharks.. كانت هذه الزيارة لإثبات حقيقة أن مصر ستكون عضوًا مقبولًا رسميًا في الاتحاد الدولي لكرة القدم، وهو ما يعني بدوره أن المنتخب الوطني الذي سيتم اختياره سيُمنح مكانة دولية والقدرة على المنافسة في الأحداث الدولية.
كان 13 ديسمبر 2014 بداية حقبة جديدة لكرة القدم في مصر عندما استضافت مصر أول بطولة أفريقية لتأهل الفائز إلى كأس العالم لكرة القدم الأمريكية. كانت المباراة في ملعب الجامعة الألمانية بالقاهرة مع أكثر من 2000 مشجع لفريقهم.

## الأنشطة
تشمل أنشطة EFAF ما يلي:
- تنظيم جميع المسابقات الوطنية للهواة المحلية والترويج لها عبر إصدارات اللعبة التي تتضمن جهات اتصال وغير متصلة.
- تنظيم وترقية المنتخب المصري في المسابقات الدولية.
- الترويج للعبة للأشخاص من جميع الأعمار والخلفيات والقدرات وتوفير الفرص لمشاركتهم وتطويرهم.
- تنظيم اللعبة داخل وخارج ميدان اللعب من خلال الإشراف وتطبيق قواعدها.
- تمثيل مصالح كرة القدم الأمريكية في مصر للشركاء الوطنيين والدوليين سواء المنظمات الرياضية أو الاتحادات أو المصالح التجارية.

## فرق الأعضاء
- The MSA Tigers.
- The AUC Titans.
- The GUC Eagles.
- The Cairo Bears.
- The Cairo Hellhounds.
- The Cairo Wolves.
- The Cairo Warriors.
- The Gezira Thunder.